# Carron Company
La Carron Iron Froundig and Shipping Company of Falkirk, Scotland fue una empresa metalúrgica fundada en 1759, a orillas del río Carron, cerca de Falkirk, en el condado escocés de Stirlingshire (Reino Unido). Después de superar diversos problemas iniciales, la compañía estuvo a la cabeza de la Revolución industrial. Llegó a su cenit gracias a una nueva pieza de artillería, la carronada. Fue una de las compañías más longevas de la historia. En 1982 se declaró insolvente, siendo absorbida por Franke Corporation. Llevaba activa 223 años.
- Datos: Q2940338
- Multimedia: Carron Company / Q2940338